# Jimmy Walter (musicien)
Pour les articles homonymes, voir Jimmy Walter.
Benjamin Walter, dit Jimmy Walter, est un pianiste, arrangeur et compositeur français né le 27 avril 1930 à Paris 11e et mort le 20 septembre 2012 à La Ferté-Macé,. Il est notamment l'auteur avec Boris Vian de plusieurs chansons dont J'suis snob.

## Biographie
Formé à la fois à la musique classique et au jazz, il débute à 14 ans dans les bals comme accordéoniste. Il accompagne la chanteuse Renée Lebas qui lui présente Georges Brassens et surtout Boris Vian en juin 1954. L'auteur pataphysicien et grand amateur de jazz, qui vient d'essuyer un échec avec L'Arrache-cœur, cherche un nouveau mode d'expression et décide de mettre certains de ses textes en musique.
Au cours de leur année de collaboration, Vian et Walter produiront ainsi plus d'une quinzaine de chansons, parmi les plus connues de Vian, dont la plupart sont enregistrées en avril 1955 sous les titres Chansons possibles et Chansons impossibles, avec Walter à la tête de son ensemble. Ils donnent également une série de récitals aux Trois Baudets, dirigé par le producteur Jacques Canetti. Directeur artistique chez Philips, ce dernier lui propose de devenir l'arrangeur des artistes dont il s'occupe. Pris par cette nouvelle occupation et désireux de sortir de l'ombre de Vian, Walter entame une collaboration avec notamment Claude Nougaro, Serge Reggiani, Jacques Higelin, Mouloudji, Brigitte Fontaine, tandis qu'Alain Goraguer le remplace auprès de Vian.
Jimmy Walter a également travaillé avec Stéphane Grappelli, Billie Holiday et Nancy Holloway.
Son fils, Philippe Walter, est également pianiste et pédagogue et sa fille, Sophie Walter, est auteure-compositrice, vocaliste et enseignante.

## Chansons
Avec Boris Vian
- L'Âme slave
- Moi, mon Paris, créée par Renée Lebas
- Sans blague, créée par Renée Lebas
- Ne te retourne pas, créée par Renée Lebas
- Au revoir mon enfance, créée par Renée Lebas
- Suicide valse, créée par Renée Lebas
- Tango interminable des perceurs de coffre-forts
- La Java des chaussettes à clous
- Cinématographe
- Les Joyeux Bouchers
- Les Lésions dangereuses
- J'suis snob
- On n'est pas là pour se faire engueuler
- Envole-toi
- Sans lui
- L'Amour en cage
- Relax

Autres
- Huit jours en Italie avec Jacques Higelin
- Le Madison avec Harold Nicolas

## Pour approfondir